# マヌエル・ピント・ダ・コスタ
マヌエル・ピント・ダ・コスタ（ポルトガル語: Manuel Pinto da Costa, 1937年4月5日 - ）は、サントメ・プリンシペの経済学者、政治家。サントメ・プリンシペ解放運動・社会民主党（MLSTP）の一党制社会主義国家を築き、1975年から1991年にかけて初代大統領を務めた。2011年8月に大統領に再選され、2016年9月3日まで在任した。

## 来歴

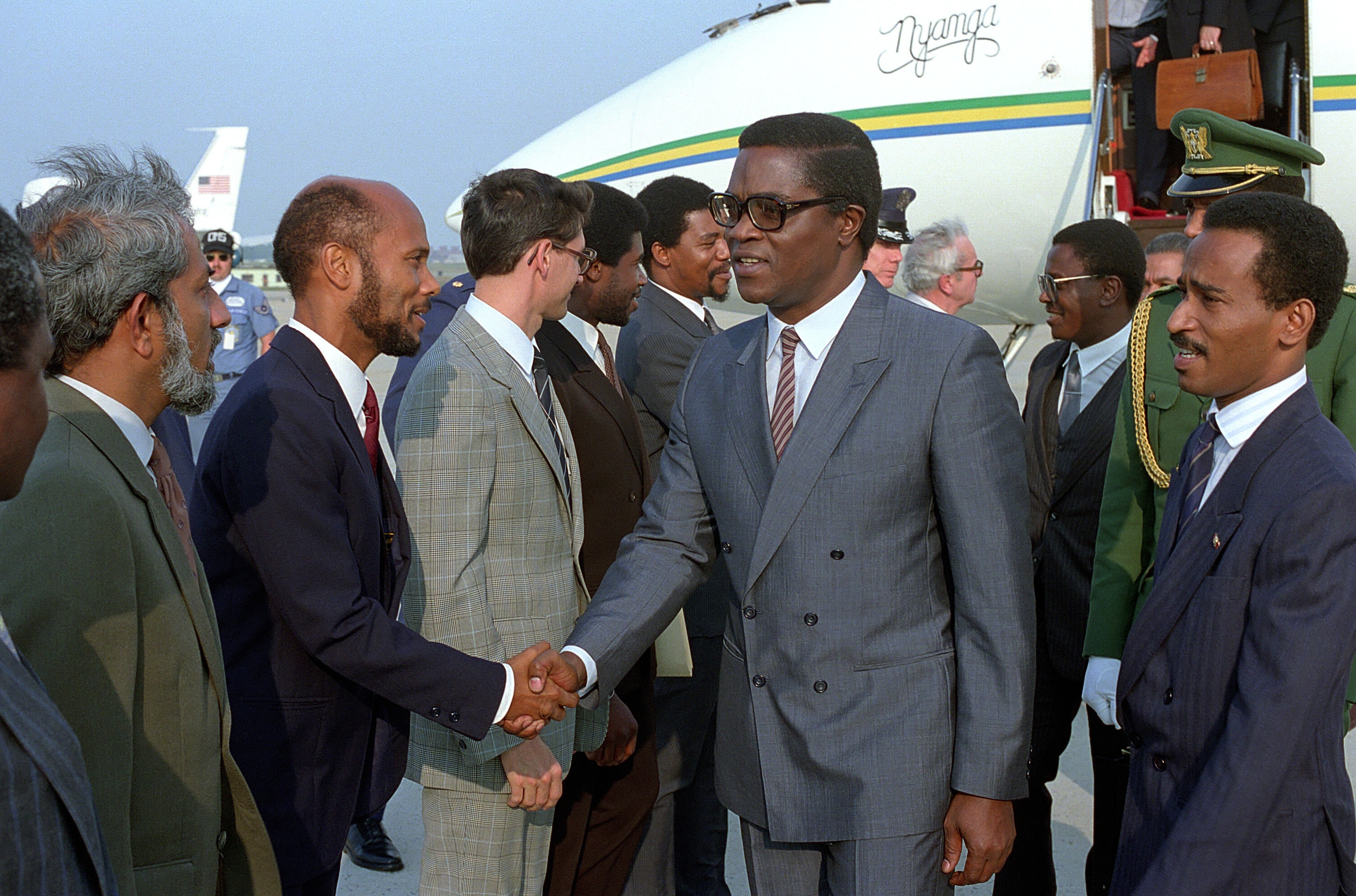
1986年9月26日、アメリカ合衆国・アンドルーズ空軍基地にて

ドイツ民主共和国で教育を受けたため、公用語のポルトガル語にくわえドイツ語も堪能。アンゴラのジョゼ・エドゥアルド・ドス・サントスとはMLSTPとアンゴラ解放人民運動が深い友好関係にあったころからの旧知の仲である。
民政移管に伴い行われた1991年の大統領選には出馬しなかった。1996年の大統領選ではミゲル・トロボアダとの決選投票の末、47.26%と過半数に届かず落選した。2001年の大統領選でも、第一回投票でフラディケ・デ・メネゼスに過半数をとられ落選した。
1998年5月にMLSTP代表に選出され、2005年2月にギリェルメ・ポッセル・ダ・コスタに引き継ぐまで務めた。
2011年7月の大統領選には無所属で出馬し、第一回投票で多くの票を得たが過半数には至らなかった。決選投票は8月7日に行われ、与党独立民主行動（ADI）から立候補した対抗馬のエバリスト・カルバリョを53%の得票率で破った。選挙期間中、ダ・コスタは安定した政治と汚職の広範囲な撲滅を訴え、主要候補の支援を得ることに成功。元首相のマリア・ダス・ネベスは「彼の構想はわが国に希望をもたらし得る」と明言した。しかし、アナリストのなかにはかつての独裁体制の復活を危ぶむ者もいた。